# Paratetrapedia haeckeli
Paratetrapedia haeckeli är en biart som först beskrevs av Heinrich Friese 1910.  Paratetrapedia haeckeli ingår i släktet Paratetrapedia och familjen långtungebin. Inga underarter finns listade i Catalogue of Life.